# Connell (Washington)
Connell é uma cidade localizada no estado norte-americano de Washington, no Condado de Franklin.

## Demografia
Segundo o censo norte-americano de 2000, a sua população era de 2956 habitantes.
Em 2006, foi estimada uma população de 2986, um aumento de 30 (1.0%).

## Geografia
De acordo com o United States Census Bureau tem uma área de
7,4 km², dos quais 7,4 km² cobertos por terra e 0,0 km² cobertos por água. Connell localiza-se a aproximadamente 380 m acima do nível do mar.

## Localidades na vizinhança
O diagrama seguinte representa as localidades num raio de 32 km ao redor de Connell.